# Giovanni Benedetto Folicaldi
Giovanni Benedetto Folicaldi, auch Giovanni-Benedetto Folicaldi (* 17. März 1801 in Bagnacavallo; † 28. Mai 1867 in Faenza) war ein italienischer Geistlicher und Bischof von Faenza.

## Leben
Er besuchte von 1812 bis 1819 das Collegio Tolomei in Siena und studierte danach in Rom an der Universität La Sapienza, wo er am 22. Juli 1822 den akademischen Titel eines Doctor iuris utriusque erlangte. Als Päpstlicher Hausprälat und Referendar trat Giovanni Benedetto Folicaldi vor dem 12. Juli 1823 in den Dienst der Kurie. Die Priesterweihe empfing er am 19. April 1824. Am 31. Oktober 1823 war er bereits zum Abbreviator ernannt worden. Er war am 4. Dezember 1823 Vize-Legat in Bologna, vier Jahre später, am 6. März 1827, war er Apostolischer Delegat in Benevent. Während des Konklave 1829 bekleidete er vertretungsweise die Position eines Pro-Legaten in Forlí.
Papst Gregor XVI. ernannte Giovanni Benedetto Folicaldi am 2. Juli 1832 zum Bischof von Faenza. Die Bischofsweihe spendete ihm am 8. Juli desselben Jahres Kardinal Carlo Odescalchi SJ; Mitkonsekratoren waren Erzbischof Giovanni Soglia Ceroni und Erzbischof Luigi Frezza, Sekretär der Kongregation für außerordentliche kirchliche Angelegenheiten. Am 27. Juli 1832 wurde Giovanni Benedetto Folicaldi Päpstlicher Thronassistent. Er wurde am 21. September 1833 zum Konsultor der Indexkongregation, ferner am 19. Mai 1835 zum Konsultor der Ritenkongregation bestellt.
Nach fast 35 Jahren im Bischofsamt starb Giovanni Benedetto Folicaldi am 28. Mai 1867 in Faenza.

## Veröffentlichungen
- De Pio VIII P.M. commentarium (Rom 1832)
- Orazione... a lode dell’eminentissimo cardinale Antonio Francesco Orioli (Faenza 1838)
- Elogio di monsignore Domenico Cattani di Brisighella, assessore della Santa romana ed universale Inquisizione, morto in patria nell’ottobre dell’anno 1838 (Faenza 1839)
- Delle lodi di s. Alfondo Maria de’ Liguori (Faenza 1840)
- Elogio funebre del padre Carlo de’ principi Odescalchi della compagnia di Gesù, già cardinale della S.R.C. (Faenza 1841)
- Sopra Dante Alighieri (Rom 1865)